# Metro de Daegu
El metro de Daegu (Hangeul: 대구 도시 철도), encarregat el 1997, és el tercer metro de Corea del Sud. Actualment, la xarxa inclou dues línies de metro i una de monoraïl. Operat per la Daegu Metropolitan Subway Corporation, l'utilitzen diàriament uns 140 000 passatgers.

## Pla i construcció
La ciutat de Daegu preveia una xarxa de metro de sis línies, de 154 km en total, que es construiria en tres etapes.
La línia 1, de "Daegok" a "Ansim", dona servei a 30 estacions de més de 25,9 km, la línia 2 amb 29 estacions va de l'est a l'oest de "Munyang" a la "Universitat Yeungnam" a més de 31,4 km, mentre que la línia 3 connecta "Chilgok" a "Beommul" separat per 24,5 km.
Es va col·locar la primera pedra de la línia 1 el desembre de 1991. El seu cost s'ha estimat en 1.560 milions de won, és a dir, prop de 1.400 milions d'euros.
La segona fase inclou una línia circular de 25 km, la línia 4. La tercera fase inclou una extensió de 8 km de la línia 3, així com la línia 5 (16 km) amb la seva línia de desviació procedent del complex industrial (12 km) i finalment la línia 6 (13 km).

### Línia 1
La línia 1, situada totalment a la ciutat de Daegu, es va posar en servei en tres etapes: el 26 de novembre de 1996 de "Jin-cheon" a "Jungang-ro" (10,3 km, 14 estacions), estesa el maig de 1998 de Jungnang-ro a Anshim (14,6 km, 15 estacions). Es va posar en servei una petita extensió cap al sud-oest, des de "Jin-cheon" fins a "Dae-gok" (1 km, 1 estació) el 10 de maig de 2002 després es va posar en servei l'extensió de "Dae-gok" a "Seolhwa-Myenggok" el 8 de setembre de 2016 portant la línia a 32 estacions. Es troba en construcció una extensió d'1,3 km des d'Anshim fins a Sabok.
Inicialment, la línia 1 funcionava amb 36 trens de 6 vehicles. El recorregut complet de la línia es fa en aproximadament 50 minuts.
La construcció de la línia va ser mal gestionada, els accidents van matar un total de 124 persones. L'abril de 1995, 103 ciutadans van morir a conseqüència d'una explosió de gas, una canonada va ser perforada per una excavadora. Encara és l'accident de construcció de metro més mortal.
El febrer de 2003, a l'hora punta, un malalt mental va llançar una ampolla en flames a un tren de metro aturat: els passatgers van quedar bloquejats per les portes tancades mentre el foc va arribar a tot el tren en dos minuts. Un segon tren que va arribar a l'estació "Jungang -ro" també va quedar atrapat per les flames. 198 persones van morir, al voltant de 150 van ser cremades o enverinades. Totes les disposicions que asseguren la seguretat en el transport es van revisar a Corea del Sud.
Prop de 1.400 persones fan funcionar la línia 1.

### Línia 2
La construcció de la línia 2 va començar a finals del 1996, un any tard després de l'explosió del 1995. La seva obertura també es va endarrerir per la crisi financera asiàtica de finals dels anys noranta. Es va inaugurar tota la línia el 18 d'octubre de 2005.
La línia connecta «Munyang» a «Yeungnam University» i té 29 parades. Disposa d'un parc de 30 trens de 6 vehicles El temps de recorregut complet és de 49 min.

### Línia 3
La línia 3 obre el 23 d'abril de 2015. És l'única línia de monoraïl. Té 30 estacions, inclosa una connexió a la línia 1 a l'estació de Sinnam i una connexió a la línia 2 a l'estació de Myeongdeok.

## Tecnologia
El material mòbil del metro de Daegu és de fabricació coreana: els 66 trens de 6 vehicles van ser produïts per la companyia Hanjin, que es va fusionar el juliol de 1999 juntament amb les divisions ferroviàries de les empreses Daewoo i Hyundai, van formar la companyia Rotem. Les caixes estan fabricades en acer inoxidable. Siemens subministra l'equip de tracció que permet als vehicles assolir els 80 km / h.
Els conjunts de trens estan formats per tres vehicles de motor, dos vehicles de passatgers amb cabines de conducció i un vehicle de passatgers sense cabina. La capacitat d'un tren és de 720 passatgers, inclosos 276 asseguts. Els vehicles tenen aire condicionat, així com les estacions. La longitud del vehicle arriba als 17,5 m, la seva amplada de 2,75 m.
Els trens circulen per vies d'ample estàndard, de 1.435 mm. Directament derivat de la indústria ferroviària, la font d'alimentació és per catenària a 1.500 V cc.
Les línies són controlades per automatismes de protecció i de conducta dels vehicles

## Explotació
El metro està obert al públic de 5.30 a mitjanit. El preu del bitllet és de 1.250 won per un trajecte inferior a 10 km.
L'interval entre dos trens és de cinc minuts en hores puntes i de set minuts en hores excaves

## Projectes
La prioritat és sobretot d'acabar la primera fase del pla inicialment previst, és a dir la línia 3
El ministeri dels transports ha aprovat un projecte per a la construcció d'una línia de metro automàtica Existeix també un projecte de construcció d'una línia sobre monoraïl.

## Incendi criminal de 2003
El 18 de febrer de 2003, un desequilibrat va calar foc a un tren de metro ple de gent, i van morir prop de 200 persones.